# Justa Balló i Salvà
Justa Balló i Salvà (Llançà, 15 d'abril de 1899 – Santa Coloma de Gramenet, 8 de març de 1993) fou una bibliotecària catalana, que treballà la major part de la seva vida a la Xarxa de Biblioteques Populars.

## Biografia
De petita, Justa Balló estudià en un col·legi anglès de Barcelona (on va coincidir amb Mercè Rodoreda) i va tenir així l'oportunitat d'aprendre aquest idioma. Va treballar durant un any a la casa Singer, on portava la correspondència en anglès. Feu una estada a Madrid de dos anys, quan ja havia acabat la seva formació de magisteri. A l'Escola de Bibliotecàries hi estudià entre 1923 i 1931 (amb una interrupció voluntària des de 1924 fins a 1930, quan deixà els estudis en solidaritat amb el professorat del centre que havia dimitit per l'afer del professor Dwelshauvers). Durant aquesta interrupció, i des de 1927, va treballar com a auxiliar a la Biblioteca Popular de Figueres. Les pràctiques obligatòries de la carrera de bibliotecària les feu a la Biblioteca Popular de Vic. El 1931, el curs que acabava els estudis, li fou concedit un ajut econòmic per l'Escola per assistir a la 54a conferència anual de la Library Association, a Cheltenham (Anglaterra). El 1933 ocupa el lloc de directora de la Biblioteca Popular de Pineda; però ben aviat aquell mateix any va passar a treballar a la Central Tècnica de la Xarxa de Biblioteques Populars, on exercí la seva major part de vida laboral fins que s'hi jubilà com a cap el maig de 1969.
L'hivern de 1935, quan ja treballava a la Central Tècnica de les Biblioteques Populars, obtingué una segona beca de la Generalitat per fer una estada a Anglaterra amb la finalitat d'estudiar l'organització de les county libraries. Arran d'aquesta experiència, organitzà les biblioteques filials de la Xarxa i, més tard, en crear-se el Servei de Biblioteques del Front, fou ella qui aconsellà l'equipament interior dels bibliobusos seguint probablement el model anglès. Durant tots aquests anys, fou una col·laboradora excel·lent de Jordi Rubió, director de les Biblioteques Populars, que comptà amb ella per a diversos projectes. Així per exemple, el curs 1938–1939 fou professora auxiliar de l'Escola, i l'estiu de 1938 impartí classes en un primer curs d'especialització destinat a formar el personal d'unes futures biblioteques infantils. Justa Balló havia participat molt activament en aquest projecte, però malauradament els resultats de la guerra impediren de portar-lo a terme.
Durant la postguerra les biblioteques populars patiren molt directament els seus efectes amb la censura i la imposició d'actes. Tanmateix, des de la Central Tècnica, Justa Balló i la seva col·laboradora Maria Antonieta Cot feren tot el possible perquè les biblioteques acollissin manifestacions de la cultura catalana —el 1945, per exemple, ja celebraren el centenari del naixement de Jacint Verdaguer. Amb els anys, Justa Balló assistí a diversos fòrums professionals: el 1955 acudí a un Congrés Internacional de Biblioteques i Documentació a Brussel·les, on presentà una comunicació sobre la Xarxa de Biblioteques catalana, i el 1964 participà en el I Congrés Nacional de Biblioteques, a Mallorca. En jubilar-se li fou concedida la medalla de plata de la Biblioteca de Catalunya. Consta també que traduí El conde americano, de Mark Twain (Barcelona: El Junco, 1944).
De personalitat discreta, però no mancada d'ironia, estava dedicada per complet a la seva professió. Romangué soltera i ben independent fins que, necessitada d'assistència, ingressà en una residència evangèlica, església de la qual n'era membre.